# KAAG1
O antígeno 1 associado ao rim é uma proteína que em humanos é codificada pelo gene KAAG1.

## Especificidade dos tecidos
É expresso no testículo e no rim e, em níveis mais baixos, na bexiga e no fígado. É expressa por uma alta proporção de tumores de várias origens histológicas, incluindo melanomas, sarcomas e carcinomas colorretais.